# Cantón de Le Dorat
El cantón de Le Dorat era una división administrativa francesa, que estaba situada en el departamento de Alto Vienne y la región de Limusín.

## Composición
El cantón estaba formado por doce comunas:
- Azat-le-Ris
- Darnac
- Dinsac
- La Bazeuge
- La Croix-sur-Gartempe
- Le Dorat
- Oradour-Saint-Genest
- Saint-Ouen-sur-Gartempe
- Saint-Sornin-la-Marche
- Tersannes
- Thiat
- Verneuil-Moustiers

## Supresión del cantón de Le Dorat
En aplicación del Decreto nº 2014-194 de 20 de febrero de 2014, el cantón de Le Dorat fue suprimido el 22 de marzo de 2015 y sus 12 comunas pasaron a formar parte del nuevo cantón de Châteauponsac.